# 7086 Бопп
7086 Бопп (7086 Bopp) — астероїд головного поясу, відкритий 5 жовтня 1991 року.
Тіссеранів параметр щодо Юпітера — 3,814.